# 加藤悦子
加藤 悦子（かとう えつこ、4月9日 - ）は、日本の女性声優。オフィス薫所属。

## 来歴
長野県出身。オフィス薫付属声優養成所第9期、映像テクノアカデミア卒業。

## 人物
方言は長野弁。
特技・資格は絶対音感、英検準1級。趣味は歌唱、読書、絵画鑑賞、映画観賞、音楽鑑賞。
音域はメゾソプラノ。

## 出演作品

### テレビアニメ
- 魔法少女隊アルス（2004年、捕獲所署員B）
- RAY THE ANIMATION（2006年、おばさん）

### OVA
- ドラえもん おもしろ学習シリーズ（2002年）
- 星界の戦旗III（2005年、システム音声）

### ゲーム
- アーマード・コア フォーアンサー（2008年、リザイア）
- 白騎士物語 -古の鼓動-（2008年）
- ソニック ワールドアドベンチャー（2008年）
- SOUL SACRIFICE DELTA（2014年）

### 吹き替え

#### 映画
- エディ・マーフィの劇的1週間（デイヴィス先生〈マリン・ヒンクル〉）
- カンパニー・マン
- がんばれ!ベアーズ ※テレビ朝日版
- 9000マイルの約束
- クローサー
- ゲット スマート（カウンター女性〈ジェーン・ギルクリスト〉）※テレビ朝日版
- ザ・ゲーム・オブ・ライフ（フェルナンダ）
- ザ・コア ※テレビ朝日版
- ザ・スナイパー（サンドラ〈ミーガン・ドッズ〉）
- シャーロック・ホームズ ※テレビ朝日版
- スキャンダル ※ソフト版
- スモーキング・ハイ（キャロル〈ロージー・ペレス〉）
- ゼア・ウィル・ビー・ブラッド
- そんなガキなら捨てちゃえば?
- ターミナル（ナディア〈リニ・ベル〉）※フジテレビ版
- タイムリミット
- TAXI NY ※フジテレビ版
- トナカイのブリザード
- ネメシス/S.T.X
- 陽だまりのイレブン
- ファイヤーウォール（ローリー）※テレビ朝日版
- ファンタスティック・フォー（ミス・フォーブス）
- フランキー・ワイルドの素晴らしき世界（ペネロペ）
- ペーテルとペトラ（ペーテル）
- ボーン・スプレマシー ※日本テレビ版
- 魔法使いの弟子
- Mr.&Mrs. スミス ※テレビ朝日版
- ミス・ポター（ミリー・ウォーン〈エミリー・ワトソン〉）
- 未来少女ゼノン（ポラリス）
- モナリザ・スマイル ※ソフト版
- 理想の女
- レジェンド・オブ・ウォーリアー 反逆の勇者
- ワイルド・スピードX2 ※ソフト版
- ワイルド・トランスポーター 悪女の罠
- わすれた恋のはじめかた（エロイースの母〈フランセス・コンロイ〉）

#### ドラマ
- 美しき日々
- 奥さまは首相 〜ミセス・プリチャードの挑戦〜
- カシミアマフィア
- クリミナル・マインド4 FBI行動分析課（ポーラ）
- クリミナル・マインド 特命捜査班レッドセル
- GRIMM/グリム（マリー・ケスラー〈ケイト・バートン〉）
- コールドケース4
- コールドケース7 ザ・ファイナル
- CSI:7 科学捜査班
- CSI:ニューヨーク
- CSI:マイアミ
- シックス・フィート・アンダー（ティラー 他）
- デスパレートな妻たち
- トワイライト・ゾーン
- 夏の香り
- NIP/TUCK マイアミ整形外科医（リンダ）
- 初恋
- 春のワルツ
- メントーズ 世界の偉人たちからのメッセージ

#### アニメ
- 手裏剣スクール
- チャウダー
- トムとジェリー ショー（ジンジャー、インエル）
- トムとジェリー テイルズ（ミセス・トゥー・シューズ）
- トロールズ☆（ルビー）
- フラニーズ・フィート
- ルビー・グルーム（マー）
- ロキシー・ハンター シャーマンとクリスタルの魔法
- ロキシー・ハンター ムービー屋敷のミステリー

### ナレーション
- いきいき動物ビデオ
- NTT東日本 音声ガイダンス

### ボイスオーバー
- アニマルプラネットサファリ ハナ形捜査員の活躍
- 完全犯罪ファイル

### CM
- 全日空『超割』
- TAITO バトルギア2

### 歌
- スクービー・アンド・ドゥービーブラザーズ・ショー（オープニングテーマ曲）

### 舞台
- Gemini（イルゼ）
- ヒーローの作り方（モモセ）